# Plugawice
Plugawice – wieś w Polsce położona w województwie wielkopolskim, w powiecie ostrzeszowskim, w gminie Doruchów.
W latach 1975–1998 miejscowość administracyjnie należała do województwa kaliskiego.

## Zabytki
- Dwór w Plugawicach z pierwszej ćwierci XIX w. Na początku XX w. właścicielem dworu był Kazimierz Oświęcimski, żonaty z Haliną Donimirską. Na szczycie elewacji znajduje się herb Radwan[4]

Herb Radwan